# 中臣人足
中臣 人足（なかとみ の ひとたり）は、飛鳥時代から奈良時代にかけての貴族。小錦上・中臣垂目の孫で、小山中・中臣島麻呂の子。官位は従四位上・神祇伯。

## 経歴
文武朝末の慶雲4年（707年）従五位下に叙爵。翌和銅元年（708年）2月に元明天皇により平城京への遷都の詔が出ると、9月には造平城京司次官に任ぜられ平城宮の造営を担当する。
その後、和銅4年（711年）従五位上、和銅8年（715年）正五位下、霊亀3年（717年）正五位上次いで従四位下と、元明朝から元正朝にかけて順調に昇進を果たす。またこの間の霊亀2年（716年）に出雲国造・出雲果安が斎戒を済ませて神賀事（治政を祝福する寿詞）を上奏した際、神祇大副であった人足はこの寿詞を元正天皇に奏聞している。

## 官歴
『続日本紀』による。
- 時期不詳：従六位下
- 慶雲4年（707年） 2月25日：従五位下
- 和銅元年（708年） 9月30日：造平城京司次官
- 和銅4年（711年） 4月7日：従五位上
- 和銅8年（715年） 正月10日：正五位下
- 霊亀2年（716年） 2月10日：見神祇大副
- 霊亀3年（717年） 正月4日：正五位上。日付不詳：見従四位下。10月12日：益封
- 時期不詳：従四位上。神祇伯兼右中弁[2]

## 系譜
「中臣氏系図」（『群書類従』巻第62所収）による。
- 父：中臣島麻呂
- 母：不詳
- 生母不明の子女
  - 男子：中臣益人